# Arthur Coquard
Arthur Coquard (París, 26 de maig de 1846 – Noirmoutier, 20 d'agost de 1910 fou un compositor i músic francès del romanticisme.
Fou deixeble de Cèsar Franck. Per imposició dels seus pares tingué deixar els estudis musicals per cursar la carrera de dret, fins a doctorar-se (1870), prenent part en la defensa de París. Fou secretari de Martel, senador i exministre de Justícia i va obtenir un destí d'auxiliar en la biblioteca Nacional, que li va permetre recomençar el cultiu de la música. Entrà com a crític teatral en el Monde i després en l'Echo de París; desenvolupà (1892 a 1899) la direcció de les classes de música de l'Escola de Cecs. Fou vicepresident de la Societat de Compositors de Música i de la Societat de la Critica Dramàtica i Musical, va obtenir els premis Bordin el 1891 i Monbinne (Acadèmia de Belles Arts) el 1904.
Es donà conèixer, amb un brillant resultat, estrenant la seva primera obra Le chant des epées (1876), composició inspirada en la tragèdia La Fille de Roland, de Bonnier, en l'Associació Artística, que actuava en el teatre del Châtelet amb un èxit excel·lent; a aquesta composició li seguiren altres orquestrals, com: Héros, Le songe d'Andromaque, Le gaulois captif, la plainte d'Arianne, Cassandre, Hai Luli, Les voix du soir, Jenne d'Arc, Choeurs d'Esther, Cristophe Colomb, Joies et Douleurs, Eté, obres què s'interpretaren en els concerts Colonne, Pasdeloup, Lamoureux amb èxit i a l'estranger; pel teatre escriví:
- Le marí d'un jour (1881), tres actes;
- L'epée du roi (1882), dos actes, el primer degut a Laló;
- La Jacquerie, quatre actes:
- Jahel (1900), quatre actes;
- La troupe Jolicoeur (1902), quatre actes;

També va compondre diferents peces instrumentals i melodies com: Ossian, Impressions pyrénéennes, En Norvège, suite simfonica en quatre parts; Legende, per a violí; Serénade, per a violoncel i diferents fantasies per a clarinet. També cultivà la música religiosa, gènere en el qual compongué Motets, un Tantum ergo, un Ave Maria, un Ave verum i algunes altres obres.
Publicà, a més, els llibres: Berlioz, Histoire de la musique en France (1891), obra premiada per l'Acadèmia, i Notice sur Cèsar Franck.